# Sun Constellation System
Sun Constellation System — суперкомпьютерная платформа на основе открытых компонентов, созданная Sun Microsystems в 2007. Она основана на блейд-серверах Sun Blade 6000, соединённых 3456-портовым коммутатором InfiniBand производства Mellanox Technologies.

## Основные компоненты
- Sun Blade 6048 Modular System
  - Sun Blade X6275
  - Sun Blade X6270
- Sun Blade 6000 System Архивная копия от 6 июля 2008 на Wayback Machine
- Sun Datacenter Switch 3456
- Sun Fire X4540
- Sun Cooling Doors (5200,5600)

## Программное обеспечение
- OpenSolaris или Linux
- Sun Grid Engine
- Sun Studio Compiler Suite
- Fortress (язык программирования)
- Sun HPC ClusterTools (на основе Open MPI)
- Sun Ops Center

## Системы
На основе Sun Constellation System создано несколько суперкомпьютеров. Два из них, Ranger и Red Sky, по состоянию на ноябрь 2009 входят в первую десятку TOP500. Ranger имеет 62,976 процессорных ядер в 3,936 узлах и пиковую производительность 580 Тфлопс.